# Петер и летающий автобус
«Петер и летающий автобус» — нидерландский фильм для детей 1976 года.
Автор сценария — Пит Гелхуд, режиссёр фильма — Карст ван дер Мейлен. Главные роли исполнили Лекс Гаудсмит, Йост Принсен и Мартин Брозиус.
Фильм участвовал в конкурсе детских и юношеских фильмов на Московском кинофестивале в 1977 году и был хорошо принят прессой, в дальнейшем демонстрировался в кинотеатрах СССР на русском языке до середины 1980-х гг. (в частности, упоминается в повести В. Крапивина «Журавлёнок и молнии»).

## Сюжет
Петер — мальчик, который передвигается в инвалидной коляске, у него мало друзей. Он знакомится со старым изобретателем, профессором Дрейфхаутом (Лекс Гоудсмит) и его любящим конфеты сыном и помощником Феликсом (Мартин Брозиус). Изобретатель изобрел машину невесомости: устройство, которое может заставить вещи плавать с помощью так называемых нулевых лучей. Изобретатель делает все возможное, чтобы скрыть свое изобретение, опасаясь, что кто-то другой может им злоупотребить. Однако у Петера в распоряжении случайно оказывается мешок волшебных шаров, содержащих лучи. Когда во время школьной поездки класса Петера волшебные шары рассыпаются по автобусу, автобус взлетает, и у класса начинается самая приключенческая школьная поездка в их жизни.

## Актерский состав
| Персонаж                     | актер/актриса                   |
| ---------------------------- | ------------------------------- |
| Питер                        | Мартен ван Кройсен              |
| Мать Питера                  | Хенни Альма                     |
| Els                          | Таня Смит                       |
| Фредди                       | Барт Габриэльсе (Марсель Майор) |
| Школьный учитель             | Аллард ван дер Шеер             |
| Школьная учительница         | Хертье Пек                      |
| Профессор Квиринус Дрийфхаут | Лекс Гаудсмит                   |
| Агнес Дрийфхаут              | Рита Корита                     |
| Феликс Дрийфхаут             | Мартин Брозиус                  |
| Торговец стеклом             | Кок Хеннеман                    |
| Журналист Альфонс Пунт       | Йост Принсен                    |
| Продавец цветов              | Флип Брэндон                    |
| Водитель автобуса Арье       | Пит Рёмер                       |
| Фермер                       | Йохан те Слаа                   |
| Директор парка развлечений   | Александр Пола                  |
| Сотрудник парка развлечений  | Тон Стелло                      |
| ?                            | Хенни Стелло                    |
| ?                            | Моник Лёв                       |
| ?                            | Даан Стихтер                    |
| ?                            | Аб Стиккерс                     |
| ?                            | Тейм Виггерс                    |

## Критика
Увлекательный молодёжный фильм, в котором молодые актёры играют лучше, чем профессиональные актеры Гаудсмит и Брозиус. Третий успех для режиссёра ван дер Мейлена.— SpeelfilmEncyclopedie, энциклопедия нидерландских фильмов составленная кинокритиком Леонардом Малтином

Превосходная фантазия, придуманная со скромными средствами. (An excellent fantasy, contrived with modest means.)— историк кино Питер Коуи, International Film Guide 1978

Фильм более интересен для 40-летних, чем для сегодняшней молодежи. По старым актерам, причёскам, голосам и интонациям.— газета «Фолкскрант», 2008 год